# Кубинці

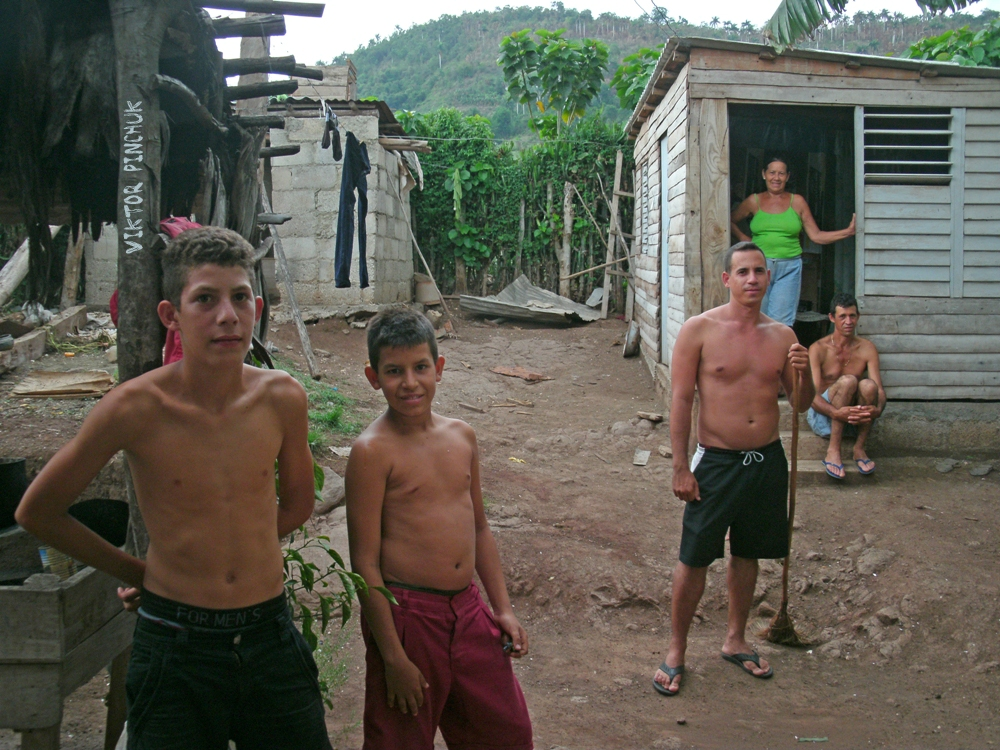
Кубинці

Кубинці — основне населення Куби. Загальна чисельність — 11 451 652 ос. У США живуть 1 млн ос., В Канаді — 10 тис., в Іспанії — 20 тис.
Віруючі — переважно католики, рідше зустрічаються протестанти і прихильники африканських синкретичних культів.
Мова — кубинський варіант іспанської, романської групи.

## Розселення на Кубі
Найбільше міського населення кубинців на Кубі (2010) проживає в Гавані (2 135 498), Сантьяго-де-Куба (425 851), Камагуей (305 845), Ольгін (277 050), Гуантанамо (207 857) і Санта-Клара (205 812).

## Склад населення
За офіційними даними перепису 2002 року, чисельність населення становила 11 177 743 осіб, в тому числі:
- 5 597 233 — чоловіки;
- 5 580 510 — жінки.

Расовий склад:
- 7 271 926 білих;
- 1 126 894 негрів;
- 2 778 923 мулатів.

Більшість китайського населення походить з найманців, які прибули в 19 столітті будувати залізниці й працювати на шахтах. Після промислової революції багато з цих робочих залишилися на Кубі, тому що вони не могли дозволити собі повернення в Китай.